# G'Vaune Amory
G'Vaune Amory (Basseterre, 22 giugno 1997) è un calciatore nevisiano, centrocampista del Village Super Stars Basseterre.

## Carriera

### Club
Ha esordito con il Village Super Stars Basseterre nella stagione 2015-2016, giocando nella massima serie del campionato nevisiano e chiudendo la stagione al sesto posto.

### Nazionale
Ha debuttato in Nazionale il 7 maggio 2017 nella partita vinta per 2-1 contro Barbados.